# Hamza Hakimzade Niyazi
Hamza Hakimzade Niyazi (en uzbeko: Hamza Hakimzoda Niyoziy / Ҳамза Ҳакимзода Ниёзий; 22 de febrerojul./ 6 de marzo de 1889greg. – 18 de marzo de 1929) fue un autor, compositor, dramaturgo, poeta, académico y activista político uzbeko. Niyazi, junto con Gʻafur Gʻulom, es ampliamente considerado como una de las figuras principales en el desarrollo inicial de la tradición literaria uzbeka moderna. Generalmente se le considera el primer dramaturgo uzbeko, el fundador de las formas musicales uzbekas modernas, así como el fundador del realismo social uzbeko.
Niyazi también participó en las controvertidas reformas del idioma uzbeko de la década de 1920, cuyo objetivo era codificar un idioma literario uzbeko en lugar del antiguo y descolorido Chagatai. Además del uzbeko, Niyazi conocía muchos otros idiomas, incluidos el árabe, el persa, el ruso y el turco. Sus obras trataban generalmente de cuestiones sociales, como los derechos de la mujer, la desigualdad social y el predominio de la superstición. Niyazi fue apedreado hasta morir en la ciudad de Shohimardon por fundamentalistas islámicos acusado de actividades antirreligiosas.
Niyazi se convirtió en escritor nacional de la República Socialista Soviética de Uzbekistán en 1926. Para honrar su memoria, en 1967 el Comité Central del Partido Comunista de Uzbekistán creó el Premio Estatal Hamza para reconocer logros destacados en literatura, arte y arquitectura. Muchas instituciones de Uzbekistán, incluida una estación del metro de Taskent, tres teatros, así como varias escuelas y calles, llevan su nombre.

## Vida
Hamza Hakimzade Niyazi nació el 6 de marzo de 1889 en Kokand en una familia de curanderos. Su padre, Ibn Yamin Niyoz oʻgʻli (1840-1922), conocía el uzbeko y el tayiko/ persa y era un apasionado de la literatura. Su madre, Jahonbibi Rabiboy qizi (1858-1903), también era curandera. Niyazi fue educado primero en un maktab y luego en una madraza. Habiendo organizado una escuela gratuita para los niños de los pobres, Niyazi se dedicó al proyecto en calidad de maestro. Él mismo escribió cartillas para niños, como Yengil adabiyot (Literatura fácil) (1914), Oʻqish kitobi (Libro de lectura) (1914) y Qiroat kitobi (Lectura con entonación) (1915).
Niyazi apoyó fervientemente la Revolución Bolchevique de 1917. Se unió al Partido Comunista Panruso (Los Bolcheviques) en 1920 y, entre otras cosas, organizó una tropa de teatro para el entretenimiento de los soldados del Ejército Rojo. Además del uzbeko, Niyazi conocía muchos otros idiomas, incluidos el árabe, el persa, el ruso y el turco.
Los primeros escritos de Niyazi exhiben fuertes inclinaciones socialdemócratas y duras condenas de la injusticia social. Sus obras generalmente trataban temas sociales, como los derechos de las mujeres, la desigualdad social y la prevalencia de la superstición.
Niyazi, un ferviente partidario de la revolución, fue apedreado hasta morir en la ciudad de Shohimardon por nacionalistas y fundamentalistas islámicos por sus actividades antirreligiosas.

## Obras
Hamza Hakimzade Niyazi escribió sus primeros poemas bajo el seudónimo de Nihoniy. Su primera colección de poemas, Devoni Nihoniy (Nihoniy's Diwan ), se encontró en 1949 y tenía 197 poemas que había escrito entre 1903 y 1904.

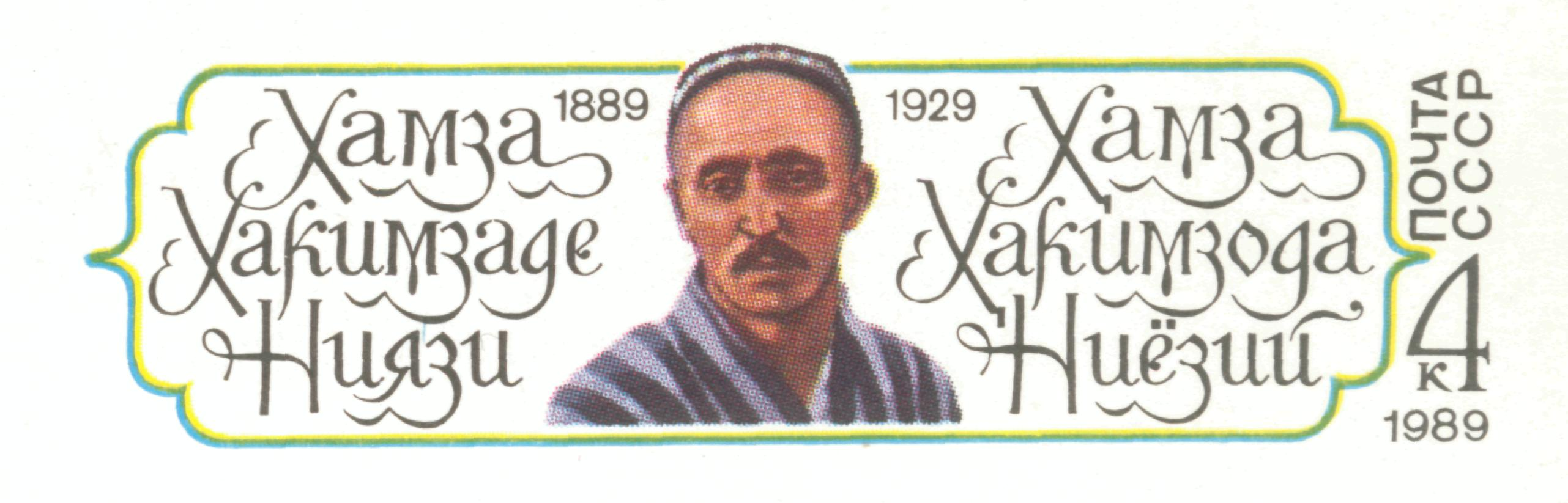
Un sello soviético conmemorativo fabricado en 1989 en honor al centenario de Niyazi.

Niyazi ensalzó la Revolución Rusa y estuvo directamente relacionado con la lucha por la justicia social y la liberación en Uzbekistán. Muchas de las obras de Niyazi, incluidos sus poemas, dramas y otros escritos, fueron escritas a menudo en medio de la agitación de la revolución y describen la visión de Niyazi sobre el despertar de la conciencia de clase uzbeka. Las novelas de Niyazi son generalmente moralistas y se centran en mostrar y condenar aquellos aspectos de la sociedad uzbeka que el autor consideraba atrasados y perjudiciales para el desarrollo individual y nacional.

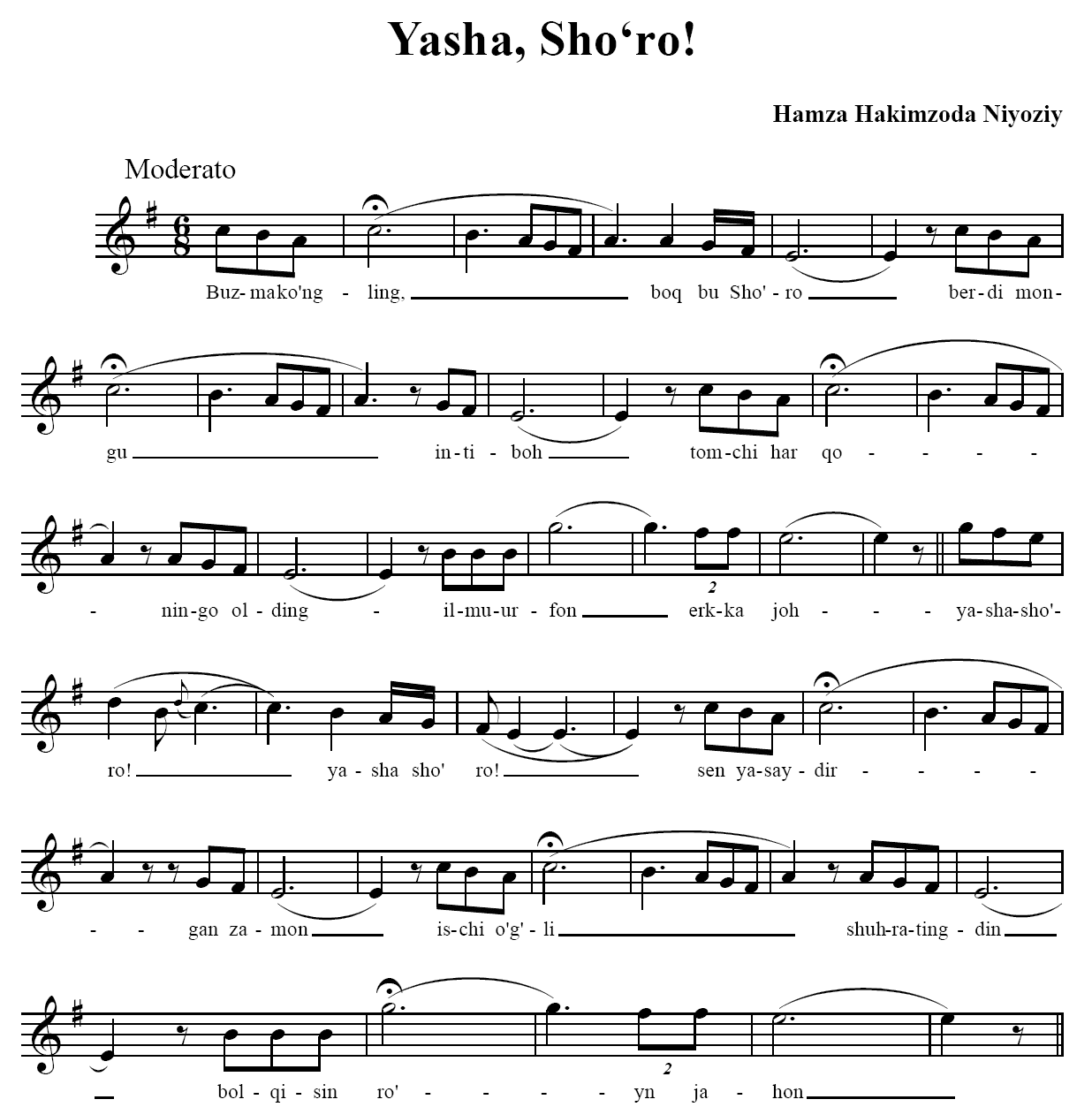
"¡Yasha, Sho'ro!" ("¡Salve a los soviéticos!"): una canción popular uzbeka compuesta y escrita por Niyazi

En su primera novela, Yangi saodat (Nueva prosperidad) (1915), Niyazi ensalza los beneficios de la educación. El libro fue escrito para mostrar la creencia del autor en el poder de la educación moderna para acabar con las supersticiones y permitir que un ser humano alcance su máximo potencial y mejore no sólo su propia vida, sino también la vida de quienes lo rodean. En la novela, Niyazi cuenta la historia de un joven con poca educación que se casa y tiene dos hijos antes de convertirse en borracho y jugador y, finalmente, abandonar la familia. Su esposa se ocupa de su hijo, quien, a diferencia de su padre, completa su educación. Luego, el hijo encuentra a su padre ahora indigente y reúne a la familia.
En Zaharli hayot yoxud Ishq qurbonlari (La vida venenosa o las víctimas del amor), Niyazi retrata a una pareja joven, el hijo de 18 años de una familia acomodada y la hija de 17 años de un artesano. El amor de la pareja se ve frustrado por las actitudes inflexibles de los padres del niño, que se apegan estrictamente a sus rígidas ideas sobre la estructura social. Los jóvenes finalmente se suicidan: se convierten en víctimas del sistema de clases feudal.
Niyazi también escribió Boy ila xizmatchi (El Bey y el sirviente) (1918), que trata principalmente del levantamiento revolucionario en el Turkestán occidental y de la institución del matrimonio concertado. En la historia, la joven heroína se suicida tras ser obligada a casarse con un hombre al que no ama.
Una de las últimas obras del autor es Paranji sirlaridan bir lavha Yoki yallachilar ishi (Un episodio de los secretos del velo o el caso de las cantantes de Yalla) (1922), que describe los problemas que enfrentan las mujeres uzbekas.
Además de sus novelas explícitamente políticas, Niyazi también es conocido por sus antologías de canciones y melodías populares. En sus antologías, Niyazi recopiló unas 40 canciones, en su mayoría uzbekas, pero también melodías kasgar y tártaras. El propio Niyazi era un maestro de varios instrumentos tradicionales uzbekos, especialmente el dotar y el tanbur.
Niyazi también escribió dos comedias: Tuhmatchilar jazosi (El castigo de los calumniadores) (1918) y Burungi qozilar yoxud Maysaraning ishi (Viejos jueces o el caso de Maysara) (1926).

## Legado

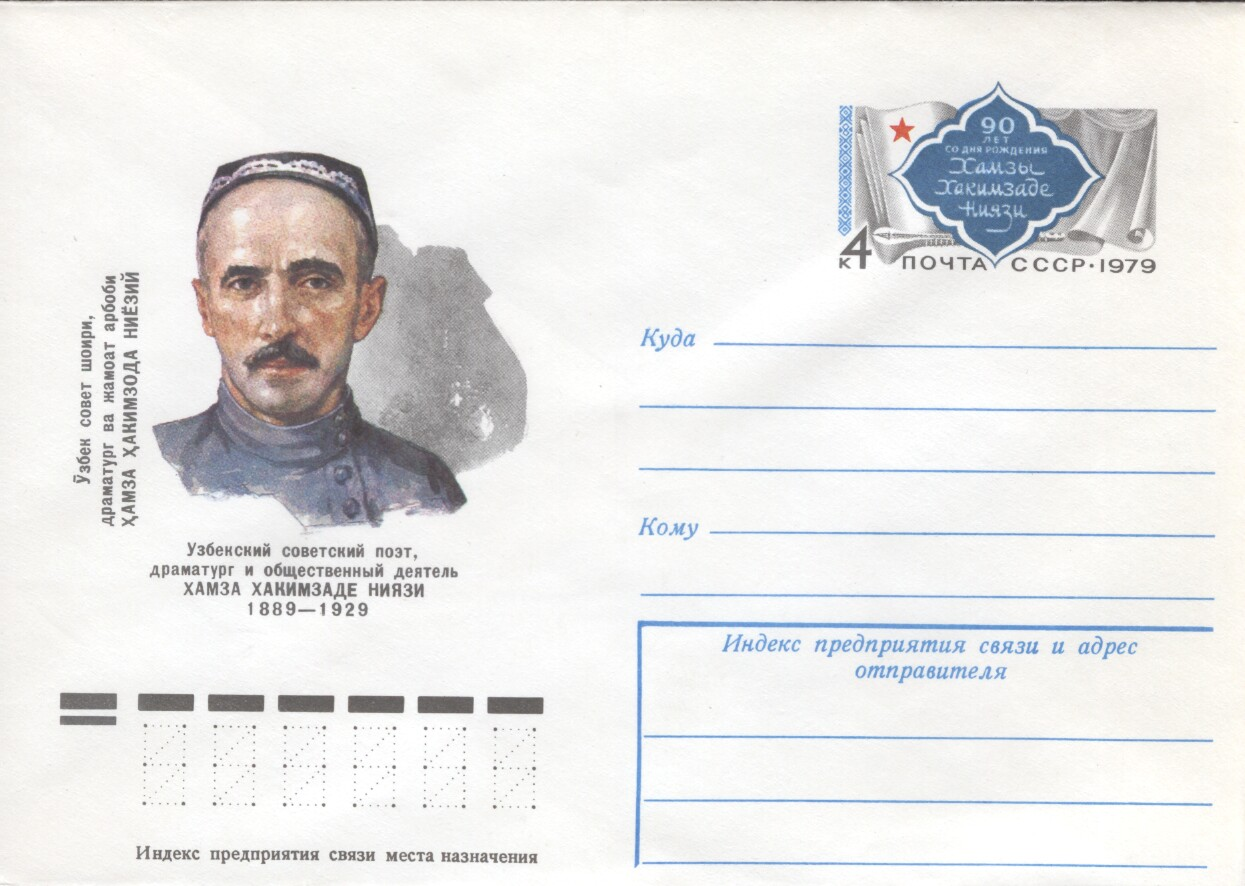
Un sobre soviético conmemorativo fabricado en 1979 en honor al 90 cumpleaños de Niyazi.

Niyazi es uno de los primeros representantes más importantes de una literatura uzbeka distintiva. Generalmente se le considera el primer dramaturgo uzbeko, el fundador de las formas musicales uzbekas modernas, así como el fundador del realismo social uzbeko.Sus escritos también fueron importantes por ser "ideológicamente valiosos" en los primeros años del poder soviético en Uzbekistán. Aunque el realismo socialista se convirtió en el estilo "oficial" de la literatura uzbeka sólo en 1932, generalmente se atribuye a Niyazi el mérito de ser el fundador del movimiento. En su libro La política de la reforma cultural musulmana: el jadidismo en Asia Central, Adeeb Khalid, cuya investigación se centra en la historia de Asia Central, escribe que es difícil imaginar la historia de la literatura moderna de Asia Central sin Niyazi.
Niyazi también participó en las controvertidas reformas del idioma uzbeko de la década de 1920, cuyo objetivo era codificar un idioma literario uzbeko en lugar del antiguo y descolorido сhagatai. Chagatai había sido la forma escrita dominante durante varios siglos. Las reformas finalmente dieron como resultado un cambio significativo en la ortografía y la pronunciación.
Aunque el legado político de Niyazi es complejo, sin duda ayudó a desarrollar la literatura nacional de Uzbekistán. Los escritores jadidistas y nacionalistas vieron la posición prosoviética de Niyazi como inherentemente no uzbeka debido a sus temas políticos y no nacionales.
Niyazi se convirtió en escritor nacional de la República Socialista Soviética de Uzbekistán en 1926. Para honrar su memoria, en 1967 el Comité Central del Partido Comunista de Uzbekistán creó el Premio Estatal Hamza para reconocer logros destacados en literatura, arte y arquitectura. Muchas instituciones de Uzbekistán, incluida una estación del metro de Taskent, tres teatros, así como varias escuelas y calles, llevan su nombre. Hay dos museos de Niyazi en Kokand.